# Clean label

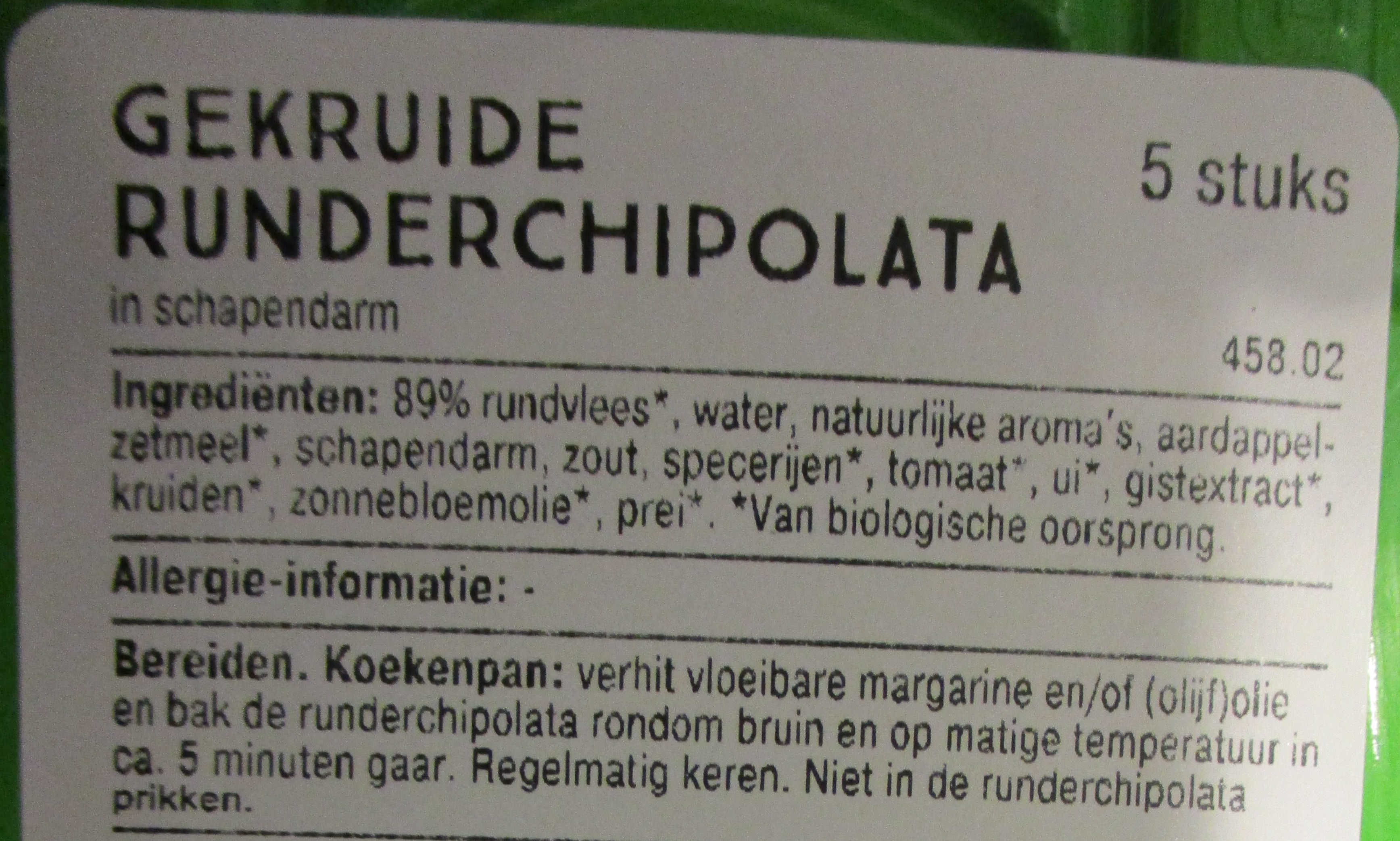
Clean label op biologische chipolata met aroma's en groenten- en gistextract

Een clean label is een etiket op een levensmiddel dat ogenschijnlijk vrij is van voedingsadditieven die door de consument als negatief kunnen worden beschouwd. De fabrikant probeert hiermee het product een natuurlijkere en gezondere uitstraling te geven en zo de verkoop ervan te bevorderen. Het doelbewust creëren van een clean label wordt clean labelling genoemd.
Vaak worden additieven zoals E-nummers vervangen door natuurlijke bestanddelen met dezelfde functie, bijvoorbeeld plantenextracten, gistextract of vezels. Deze kunnen echter precies dezelfde stoffen bevatten als E-nummers. Op de verpakking kunnen aanduidingen staan die het clean label moeten benadrukken, bijvoorbeeld de slogan 'natuurlijke aroma's', 'zonder kleur- en smaakstoffen' of 'zonder conserveringsmiddelen'. De Keuringsdienst van Waarde heeft in 2019 een uitzending aan dit onderwerp besteed.

## Achtergrond
Met het toegenomen gebruik van additieven in voedingsmiddelen en de invoering van E-nummers gingen consumenten hier steeds kritischer naar kijken. Hoewel E-nummers zorgvuldig op hun veiligheid worden getest en vele puur natuurlijke stoffen zijn, zoals E300 (vitamine C), kregen deze een slechte reputatie. Als reactie gingen fabrikanten de vermelding van E-nummers op het etiket steeds meer vermijden en werden deze vervangen door andere namen en andere toevoegingen. Er is zelfs sprake van een heuse "clean label trend".
Consumenten willen over het algemeen het liefst eenvoudige, gemakkelijk leesbare etiketten zonder moeilijke namen en onbegrijpelijke codes. Ze geven de voorkeur aan natuurlijke producten zonder kunstmatige toevoegingen, zo weinig mogelijk bewerkt, geen gebruikmaking van GMO's en korte ingrediëntenlijsten. Fabrikanten spelen hier op in met clean labels en wervende teksten die natuurlijkheid en gezondheid suggereren. Fabrikanten willen nog wel eens op hun A-merken de natuurlijke aanduidingen van toevoegingen vermelden, terwijl op het vergelijkbare huismerk dat zij leveren dezelfde additieven als E-nummer op de verpakking worden vermeld. Zo willen zij suggereren dat hun A-merk beter is, wat een hogere prijs rechtvaardigt.

## Voorbeelden van alternatieve toevoegingen
Ter vervanging van E-nummers of andere verplichte aanduidingen op het etiket worden vaak natuurlijke bestanddelen met dezelfde technologische functie als die van de E-nummers gebruikt. Vaak zijn dat groenten- of fruit-extracten. Andere voorbeelden zijn gefermenteerde suikers of bamboevezels.
Extracten van selderij of bieten met hoge nitraatgehaltes worden toegevoegd aan vleesbereidingen (zoals, al dan niet biologische, gehakt en vleesburgers). Het nitraat in het extract (E251 en E252) kan worden omgezet in nitriet, dat dezelfde stof is als het additief nitriet (E249 en E250), maar dan in ongezuiverde vorm.
Gefermenteerde suikers worden door fabrikanten toegevoegd aan bijvoorbeeld visproducten. Door de fermentatie veranderen ze in conserverende zuren, maar wederom in ongezuiverde vorm. Extracten van Citrus, acerola (Malpighia glabra) of granaatappel kunnen als anti-oxidant worden toegevoegd ter vervanging van bijvoorbeeld de additieven E300, E301 en E331 voor kleurbehoud en conservering. Bamboevezels kunnen als vervanging dienen van waterbindende additieven als fosfaten. Het is een verdikkingsmiddel dat water opneemt, waardoor het product bovendien een hoger gewicht krijgt. Een dergelijke technologisch functie van niet toegelaten additieven is in de EU feitelijk niet toegestaan omdat ze niet voldoen aan de zuiverheidseisen in Europese Verordening nr. 231/2012.
In plaats van de smaakversterker E621 (natriumglutamaat) kan een groot aantal natuurproducten worden ingezet. Glutamaat komt van nature veel voor in zeewier, gistextract, gefermenteerde sojaproducten en in groene thee en in lagere concentaties ook in tomaat. Marmite is een smaakversterkend gistextract. Gehydroliseerd eiwit (eiwit dat kunstmatig is gebonden aan water) bevat ook hoge concentraties aan glutamaat. Maggi, gemaakt van in zoutzuur gekookte eiwitten, is een voorbeeld van een toepassing hiervan.

## Bedenkingen

### Verplichte aanduiding van vervangende additieven
Het "Permanent Comité voor planten, dieren, levensmiddelen en diervoeders" van de Europese Commissie (SCOPAFF) vindt dat er bij 'clean labels' sprake is van doelbewust gebruik van additieven en dat dergelijke toevoegingen daarom dienen te voldoen aan de additieven-wetgeving en dus aan dezelfde zuiverheidseisen moeten voldoen. Zij vindt dat daarom toch ook de functionele klasse (bijvoorbeeld zoetstof of conserveringsmiddel) en de specifieke naam of het E-nummer van het additief moeten worden vermeld. Een voorbeeld is het gebruik van spinazie-extract met een hoog nitraatgehalte.

### Zuiverheid van vervangende additieven
Omdat in natuurproducten het gehalte van de werkzame stof niet constant is, is de hoeveelheid van het benodigde additief niet nauwkeurig te doseren. Omdat ze in wezen onzuiver zijn, zijn ze in feite niet als additief toegestaan. De E-nummers zijn wel zuiver en constant van samenstelling. Het verhuld toevoegen van chemicaliën via natuurlijk klinkende ingrediënten, terwijl het product wordt gepresenteerd als natuurlijk en gezond, kan bovendien als misleidend worden beschouwd.

### Natuurlijke aroma's
De aanduiding natuurlijk aroma suggereert direct uit de natuur afkomstig te zijn, hoewel die veelal goedkoop is geproduceerd met behulp van genetisch gemanipuleerde organismen. Daarbij wordt bijvoorbeeld het DNA uit een plant via genetische manipulatie in een eencellig organisme zoals een gist of bacterie overgebracht, die vervolgens het 'natuurlijk' aroma produceert. De gemodificeerde organismen zijn door mensen gecreëerd en komen niet in de vrije natuur voor. De wetgeving staat toe dat dergelijke toevoegingen als 'natuurlijk' op het etiket worden vermeld, omdat ze worden uitgescheiden door een levend organisme. Ook natuurlijk aroma's zijn chemische stoffen die in de fabriek worden gemaakt. Alleen wanneer het clean label helemaal geen aroma vermeldt mag men er van uitgaan dat de smaak geheel afkomstig is van de levensmiddelen daarin.